# Trinity and Beyond
Pour plus de détails, voir Fiche technique et Distribution.
Trinity and Beyond: The Atomic Bomb Movie est un film américain documentaire  de  1995, réalisé par Peter Kuran sur le développement de l'arme nucléaire et leurs tests par les Américains jusqu'aux premières bombes nucléaires chinoises.